# Florian Hart
Florian Hart (Linz, 11 maggio 1990) è un ex calciatore austriaco, di ruolo centrocampista.